# Nationale Vergadering (Niger)
De Nationale Vergadering (Arabisch:  الجمعية الوطنية; Frans: Assemblée nationale) is het eenkamerparlement van Niger. De Nationale Vergadering bestaat uit 171 leden die voor een periode van vier jaar worden gekozen. 
De Nationale Vergadering werd in 1958 opgericht en in 1960 werd Niger een onafhankelijke republiek. De Nationale Vergadering werd na de staatsgreep van 1974 door de militaire regering ontbonden en op termijn werd zij vervangen door een Hoge Raad van de Republiek. Deze instantie bezat echter alleen een adviserende functie. Na een overgangsperiode van 1990 tot 1993 werd de Nationale Vergadering weer gereactiveerd (1993) maar kwam andermaal buitenspel te staan na de staatsgrepen van 1996 (tot 1997) en (voor korte tijd in) 1999. Sinds 1999 is de Nationale Vergadering weer volledig in functie, hoewel de politieke instabiliteit van het land een optimaal functioneren van het parlementaire stelsel in de weg staat (constitutionele crisis 2009/2010 en een staatsgreep in 2010). 
De voorzitter van de Nationale Vergadering is sinds de verkiezingen van 2016 Ousseini Tinni (PNDS). 

## Zetelverdeling

Zetelverdeling na de verkiezingen van 2016